# Władysław Jan Skiba
Władysław Jan Skiba (ur. 12 lipca 1912 w Krakowie, zm. 14 czerwca 1988 w Londynie) – polski geograf i geolog, wykładowca Polskiego Uniwersytetu Na Obczyźnie.

## Życiorys
Syn Franciszka Skiby i Marii z Zawadzkich. Studiował geografię na Uniwersytecie Jana Kazimierza we Lwowie, w 1936 obronił pracę magisterską. Po II wojnie światowej pozostał na emigracji, w 1948 uzyskał honorowy tytuł B.Sc z geologii na Uniwersytecie w Edynburgu, a następnie przez trzy lata wykładał na Uniwersytecie w Nottingham. W 1951 przedstawił pracę o skałach granitowych w środkowej Irlandii i uzyskał stopień doktora filozofii w dziedzinie geologii, w następnym roku otrzymał stanowisko dyrektora w Colonial Geological Survey na wyspie Fidżi. Zajmował je do 1955, a następnie powrócił do Wielkiej Brytanii, gdzie pracował jako wykładowca w Royal School of Mines na Wydziale Geologii w Imperial College London. Od 1972 był zawodowo związany z Bedford College i University College London, w tym czasie odbywał liczne podróże jako konsultant m.in. do Arabii Saudyjskiej, Jemenu, Somalii, Kenii i Tanzanii. W 1978 został profesorem geologii i geografii na Polskim Uniwersytetu Na Obczyźnie, powierzono mu również funkcję dziekana Wydziału Przyrodniczego.
1 stycznia 1986 został odznaczony przez prezydenta RP na uchodźstwie Edwarda Raczyńskiego Krzyżem Kawalerskim Orderu Odrodzenia Polski za całokształt pracy niepodległościowej i naukowej na stanowisku profesora PUNO, oraz za przy organizacji Kongresu Kultury Polskiej w Londynie w 1985 r..